# Луговая (Далматовский район)
Луговая — деревня в Далматовском районе Курганской области. Входит в состав городского поселения Далматово.

## Географическое положение
Деревня Луговая расположена на левом берегу реки Исети, буквально в 2 километрах к западу от черты города Далматова и в 5 километрах от его центра.

## История
По данным на 1958 год выселок Луговая входил в состав Далматовского горсовета.

## Население
| 1989 | 2002 | 2010 |
| ---- | ---- | ---- |
| 116  | ↗123 | ↘97  |